# Night Shades
Night Shades es el cuarto y último álbum de estudio de la banda estadounidense Cobra Starship, que se libera a través de Fueled by Ramen y Decaydance Records el 29 de agosto de 2011. El disco es el seguimiento de Hot Mess de 2009. El primer sencillo del álbum, "You Make Me Feel ...", cuenta con la colaboración de Sabi y fue puesto a la venta el 10 de mayo de 2011. El álbum completo se puso para escuchar de forma gratuita en su página de Facebook antes de su lanzamiento.
El álbum debutó en el número #50 en Billboard 200 con unas ventas de 9000 en su primera semana, pero cayó al número #185 en su segunda semana.

## Canciones
| N.º | Título                                       | Escritor(es)                                                                         | Producer(s)                                             | Duración |  |
| 1.  | «You Belong to Me»                           | Cobra Starship                                                                       | Cobra Starship                                          | 4:35     |  |
| 2.  | «You Make Me Feel...» (featuring Sabi)       | Steve Mac, Ina Wroldsen                                                              | Steve Mac                                               | 3:36     |  |
| 3.  | «#1Nite (One Night)»                         | Cobra Starship, Ryan Tedder, Brent Kutzle                                            | Ryan Tedder, Brent Kutzle                               | 3:39     |  |
| 4.  | «Fool Like Me» (featuring Plastiscines)      | Cobra Starship, Ari Levine, Albert Winkler, Grant Michaels, Adam Pallin              | Cobra Starship, Ari Levine, Grant Michaels, Adam Pallin | 3:40     |  |
| 5.  | «Anything for Love»                          | Cobra Starship                                                                       | Cobra Starship                                          | 4:11     |  |
| 6.  | «Middle Finger» (featuring Mac Miller)       | Cobra Starship, Tor Erik Hermansen, Mikkel S. Eriksen, Malcolm McCormick, Nate Walka | Stargate                                                | 3:33     |  |
| 7.  | «Don't Blame the World, It's the DJ's Fault» | Cobra Starship                                                                       | Cobra Starship                                          | 3:36     |  |
| 8.  | «Fucked in Love»                             | Cobra Starship, Kara Dioguardi                                                       | Cobra Starship                                          | 4:17     |  |
| 9.  | «Disaster Boy»                               | Cobra Starship, Frank Staniszewski                                                   | Cobra Starship                                          | 3:44     |  |
| 10. | «Shwick» (featuring Jump Into the Gospel)    | Cobra Starship, Johanna Fateman, JD Samson, Jump Into the Gospel                     | Cobra Starship                                          | 4:42     |  |

| Bonus track |                                                          |              |          |  |
| N.º         | Título                                                   | Escritor(es) | Duración |  |
| 11.         | «You Make Me Feel...» (featuring Sabi) (Futurecop Remix) |              | 4:02     |  |

| iTunes Deluxe edition bonus tracks |                                                           |              |             |          |  |
| N.º                                | Título                                                    | Escritor(es) | Producer(s) | Duración |  |
| 11.                                | «You Belong to Me» (Electro Mix)                          |              |             | 5:13     |  |
| 12.                                | «Anything for Love» (Cobra Starship Mix featuring Shaggy) |              |             | 3:47     |  |
| 13.                                | «You Make Me Feel...» (Futurecop Remix featuring Shaggy)  |              |             | 4:02     |  |
| 14.                                | «You Make Me Feel...» (featuring Sabi) (music video)      |              |             | 3:35     |  |